# Granby (municipalité de canton)
Pour les articles homonymes, voir Granby.
Granby était une municipalité de canton canadienne du Québec  située dans la municipalité régionale de comté de La Haute-Yamaska et la région administrative de la Montérégie.  Elle est adjacente à la ville de Granby.
Depuis le 1er janvier 2007, la municipalité du canton de Granby est incluse dans la nouvelle constitution de la ville de Granby.